# Wugigarra tjapukai
Wugigarra tjapukai is een spinnensoort uit de familie trilspinnen (Pholcidae). De soort komt voor in Queensland en is de typesoort van het geslacht Wugigarra.